# 克雷希夫 (斯特雷區)
49°14′24″N 24°9′6″E / 49.24000°N 24.15167°E
克雷希夫（烏克蘭語：Крехів），是烏克蘭西部利維夫州的村落，由斯特雷區茹拉夫諾市鎮管轄，處於克雷希夫卡河畔，面積1.49平方公里，海拔高度264米，2001年人口194。